# A Barcala
A Barcala è una comarca della Spagna, situata nella comunità autonoma di Galizia ed in particolare nella provincia della Coruña.